# Steve Bulen
Steve Bulen est un acteur américain né le 1er août 1949 en Californie (États-Unis).

## Filmographie
- 1982 : Cobra : Additional Voices (voix)
- 1984 : Le Défi des Gobots ("Challenge of the GoBots") (série TV) : Additional Voices (voix)
- 1984 : Transformers (série TV) : Searchlight / Strafe / Sureshot / Onslaught (II) / Peacemaker (voix)
- 1985 : Vampaia hantâ D (vidéo) : Additional Voices (voix)
- 1986 : Ken le Survivant : Wise Man
- 1987 : Lily C.A.T. d'Hisayuki Toriumi : American Dude (voix)
- 1989 : Dan et Danny (Dirty Pair) (vidéo) (voix)
- 1990 : La Bande à Picsou, le film : Le Trésor de la lampe perdue (DuckTales: The Movie - Treasure of the Lost Lamp) : Additional Voices (voix)
- 1991 : Zeiramu (voix)
- 1992 : Jin Jin (série TV) (voix)
- 1992 : Babel nisei (vidéo) (voix)
- 1993 : 8 Man After (vidéo) : Hazama Itsuro / 8 Man
- 1994 : Uchû no kishi tekkaman bureido (série TV) : Balzac St. Jaques
- 1994 : Creepy Crawlers (série TV) (voix)
- 1994 : Dirty Pair Flash (vidéo) : Additional Voices (voix)
- 1994 : Street Fighter II Movie : Investigator A (voix)
- 1995 : Mrs. Munck : Quigley (voix)
- 1996 : AD Police Files (vidéo) (voix)
- 1996 : Space Cobra (vidéo) : Additional Voices (voix)
- 1997 : Twilight of the Dark Master : Kudo (voix)
- 1997 : Armitage III: Poly Matrix (vidéo) : Additional Voices (voix)
- 1998 : Outlaw Star (série TV) : Additonal Voices (voix)
- 1998 : Slayers Next (série TV) : Additional Voices (voix)
- 1998 : Mulan : Additional Voice (voix)
- 2003 : My Name Is Modesty: A Modesty Blaise Adventure : Additional voice (voix)
- 2005 : Tugger: The Jeep 4x4 Who Wanted to Fly (vidéo) : Towerman